# Miguel Ángel Silvestre
Miguel Ángel Silvestre, né le 6 avril 1982 à Castellón de la Plana en Espagne, est un acteur et mannequin espagnol.

## Biographie

### Enfance et formation
Miguel Ángel Silvestre Rambla naît à Castellón de la Plana en Espagne, le 6 avril 1982. Alors qu'il se destine à devenir joueur de tennis professionnel, il décide d'étudier la physiothérapie à la suite d'une lésion pendant un tournoi en Hongrie. Sa tante l'introduit cependant dans le monde du théâtre où il étudie l'art dramatique, l'expression corporelle, la danse moderne et l'acrobatie. Il obtient progressivement une série de rôles au théâtre, à la télévision et au cinéma.

### Débuts et révélations critique (2005-2015)

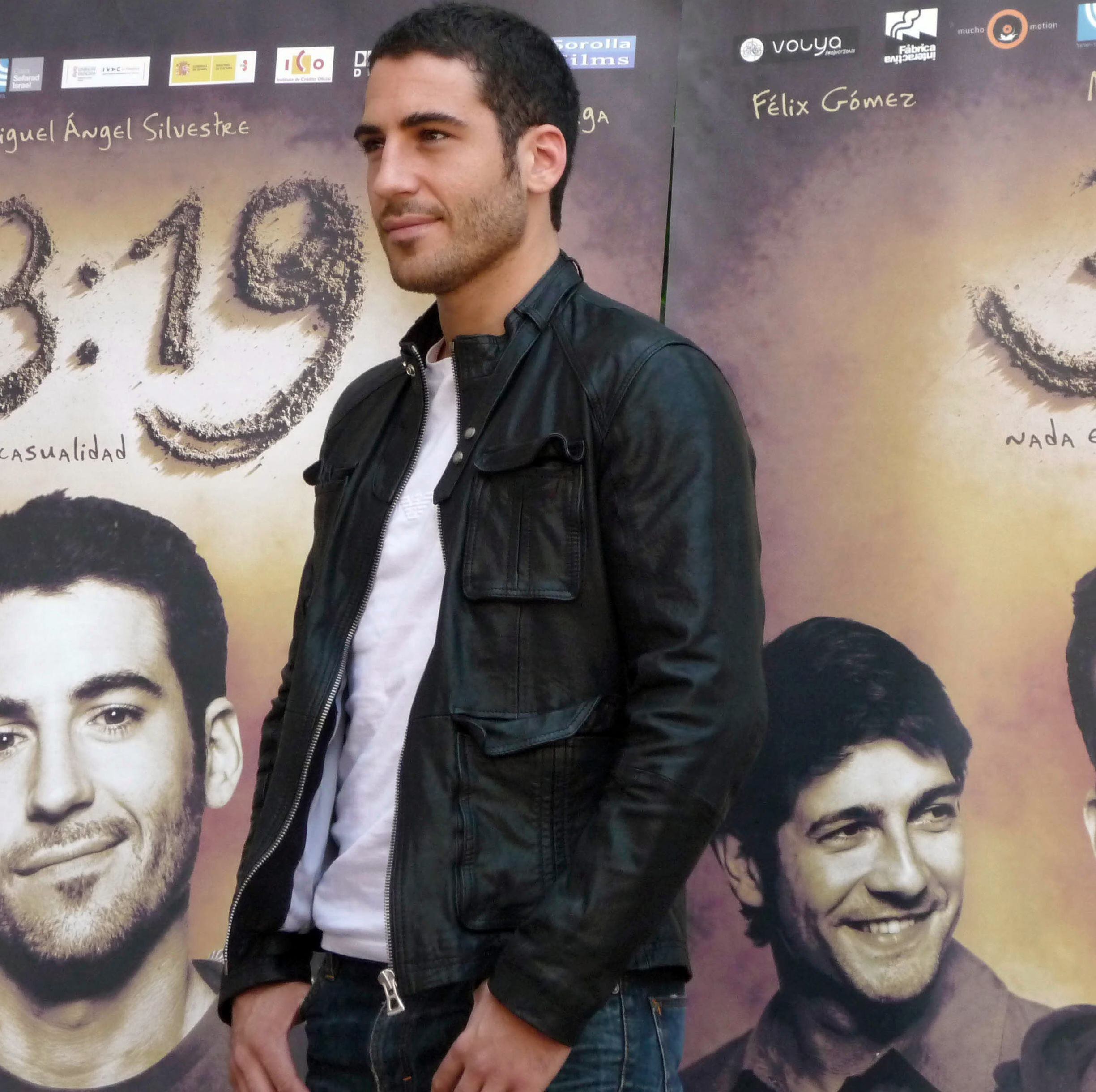
Miguel Ángel Silvestre à l'avant première du film 3:19 en juin 2008.

En 2005, le comédien décroche son premier rôle dans le film A golpes (es) puis la même année, il joue dans Vie et Couleur réalisée par Santiago Tabernero (es). L'année suivante, il interprète le rôle de Daniel dans La distancia d'Iñaki Dorronsoro.
En 2011, il joue dans le film fantastique espagnol Lost Destination, puis dans Lo Mejor de Eva de Mariano Barroso. En 2012, il interprète Alfredo dans le film de gangsters The Pelayos, aux côtés de Daniel Brühl et Blanca Suárez.
En 2013, il tourne dans le dix-neuvième long-métrage réalisé par Pedro Almodóvar, Les Amants passagers. Il y interprète un jeune fiancé. La même année, il joue dans Alacrán enamorado de Santiago Zannou.
En 2014, il intègre la distribution de la série Velvet, diffusée en France sur Téva. Il y joue Alberto Márquez, héritier des galeries Velvet. La saison 2 dépasse les 4 millions de téléspectateurs en Espagne au point que la fiction est renouvelée avant la fin de la diffusion. Miguel Ángel Silvestre commence le tournage de la troisième saison de Velvet à l'été 2015, pour une diffusion prévue en septembre. Il abandonne temporairement la fiction espagnole en pleine diffusion de la troisième saison, mais promet que ce n'est que temporaire,.
En 2016, après de nombreuses spéculations, il réintègre le tournage de la quatrième saison de Velvet.

### Confirmation internationale (depuis 2015)
En 2015, il rejoint la distribution internationale de la série américaine Sense8, écrite par Lana et Lilly Wachowski et Joseph Michael Straczynski, dans laquelle il interprète l'un des huit personnages centraux, Lito, un acteur mexicain secrètement homosexuel. La série est diffusée de 2015 à 2018 sur Netflix.
En janvier 2017, il intègre la série télévisée Narcos pour la troisième saison.

## Mode et mannequinat

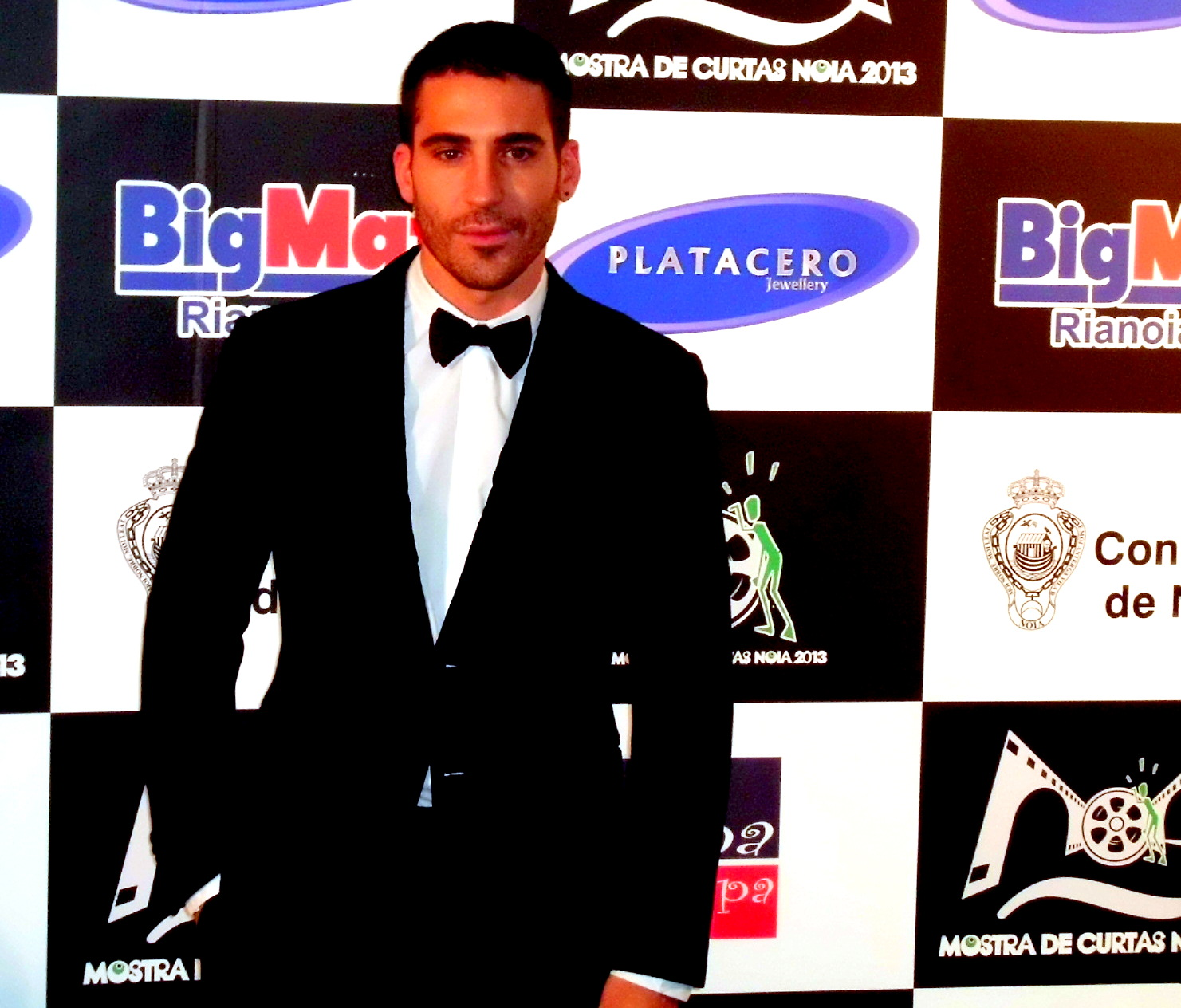
Miguel Ángel Silvestre en 2013.

Il est particulièrement connu en tant que sex-symbol : de son élection comme Mister Castellón en 2002 jusqu'à son élection de l'homme le plus sexy du monde par les lectrices de Glamour en 2012, le visage et le torse de Miguel Ángel Silvestre ont peu à peu conquis les premières pages des revues de mode et beauté. Égérie masculine de la marque Victorio & Lucchino, il forme avec Blanca Suárez l'un des couples les plus glamours jusqu'à leur séparation en 2014.
En octobre 2017, il devient l’égérie de la marque de vêtements espagnole Springfield.

## Vie privée
De 2005 à 2010, il a été en couple avec l'actrice Belén López. Il a ensuite été en couple avec l'actrice Blanca Suárez de 2011 à 2014.
Il a fréquenté la mannequin Miriam Pérez de 2014 à 2015.

## Théâtre
- 2002 : Verdadero Oeste de Sam Shepard, dirigé par Luis Guilera
- 2003 : Porno de Mario Fraty, dirigé par Angela Bosch
- 2004 : Noches de amor efímero, de Paloma Pedrero, réalisé par Eduardo Recabarren

## Filmographie

### Cinéma

#### Longs métrages
- 2005 : A Golpes de Juan Vicente Cordoba : Yuri
- 2005 : Vie et Couleur (Vida y color) de Santiago Tabernero : Javi
- 2006 : La distancia d'Iñaki Dorronsoro : Daniel
- 2008 : 3:19 de Dany Saadia : Ilan
- 2008 : Zhao de Susi Gozalvo : Martin
- 2008 : Reflections de Bryan Goeres : Marco / Roberto
- 2010 : L'imbroglio nel lenzuolo d'Alfonso Arau : Giocondo
- 2011 : Lost Destination (Verbo) d'Eduardo Chapero-Jackson : Lírico
- 2011 : Dark Impulse (Lo Mejor de Eva) de Mariano Barroso : Rocco
- 2012 : The Pelayos d'Eduard Cortés : Alfredo
- 2012 : Todo es silencio de José Luis Cuerda : Brinco
- 2013 : Les Amants passagers (Los Amantes pasajeros) de Pedro Almodóvar : le fiancé
- 2013 : Alacrán enamorado de Santiago Zannou : Luis
- 2018 : Ibiza de Alex Richanbach : Manny
- 2019 : La boda de mi mejor amigo de Celso R. García : George
- 2019 : Velvet : Un Noël pour se souvenir (Una Navidad para recordar) de Jorge de Torregrosa : Alberto Márquez Navarro

#### Courts métrages
- 2007 : Dolly de David Pinillos : Nachos
- 2008 : The End d'Eduardo Chapero-Jackson : un homme dans une station d'essence
- 2008 : Cuando caen los ídolos de Tomás Silberman : Roberto à 27 ans
- 2013 : L'Agent de Penélope Cruz : l'Homme
- 2020 : Hormigueddon de Pablo Motos et Jorge Salvador : garde du corps

#### Doublage
- 2017 : Ferdinand de Carlos Saldanha : El primero, matador (voix)

#### Clip
- 2018 : Jennifer Lopez : El anillo, réalisé par Santiago Salviche : le prétendant

### Télévision

#### Séries télévisées
- 2004 : Mes adorables voisins (Mis adorables vecinos) : le contrôleur (1 épisode)
- 2005 : Motivos personales : Nacho (13 épisodes)
- 2008-2009 : Sin tetas no hay paraíso : El Duque (28 épisodes)
- 2010 : Alakrana de Salvador Calvo (mini-série) : Capitan
- 2012 : Aída : Barajas (1 épisode)
- 2013-2016 : Velvet : Alberto Márquez Navarro (rôle principal - 55 épisodes)
- 2015-2018 : Sense8 : Lito Rodriguez (rôle principal - 24 épisodes)
- 2017 : Narcos : Franklin Jurado (saison 3, rôle récurrent - 5 épisodes)
- 2019 : En el corredor de la muerte (mini-série) : Pablo Ibar (rôle principal - 4 épisodes)
- 2019 : Velvet Coleccion : Alberto Marquez (1 épisode)
- 2020-2023 : 30 Coins : Paco (rôle principal - 16 épisodes)
- 2021 : La Casa de Papel : René (saison 5, épisodes 1 et 5)
- 2021-2023 : Sky Rojo : Moïse (rôle principal - 24 épisodes)
- 2021-2023 : Los enviados : Simon Antequera (rôle principal - 16 épisodes)
- 2024 : Weiss & Morales (mini-série) : Raul Morales